# رايكروفت (ألبرتا)
رايكروفت (بالإنجليزية: Rycroft, Alberta)‏ هي مستوطنة تقع في كندا في Spirit River No. 133. يقدر عدد سكانها بـ 628 نسمة ومساحتها 1.69 كم2 وترتفع عن سطح البحر 600 متر.